# Obóz cygański w getcie łódzkim

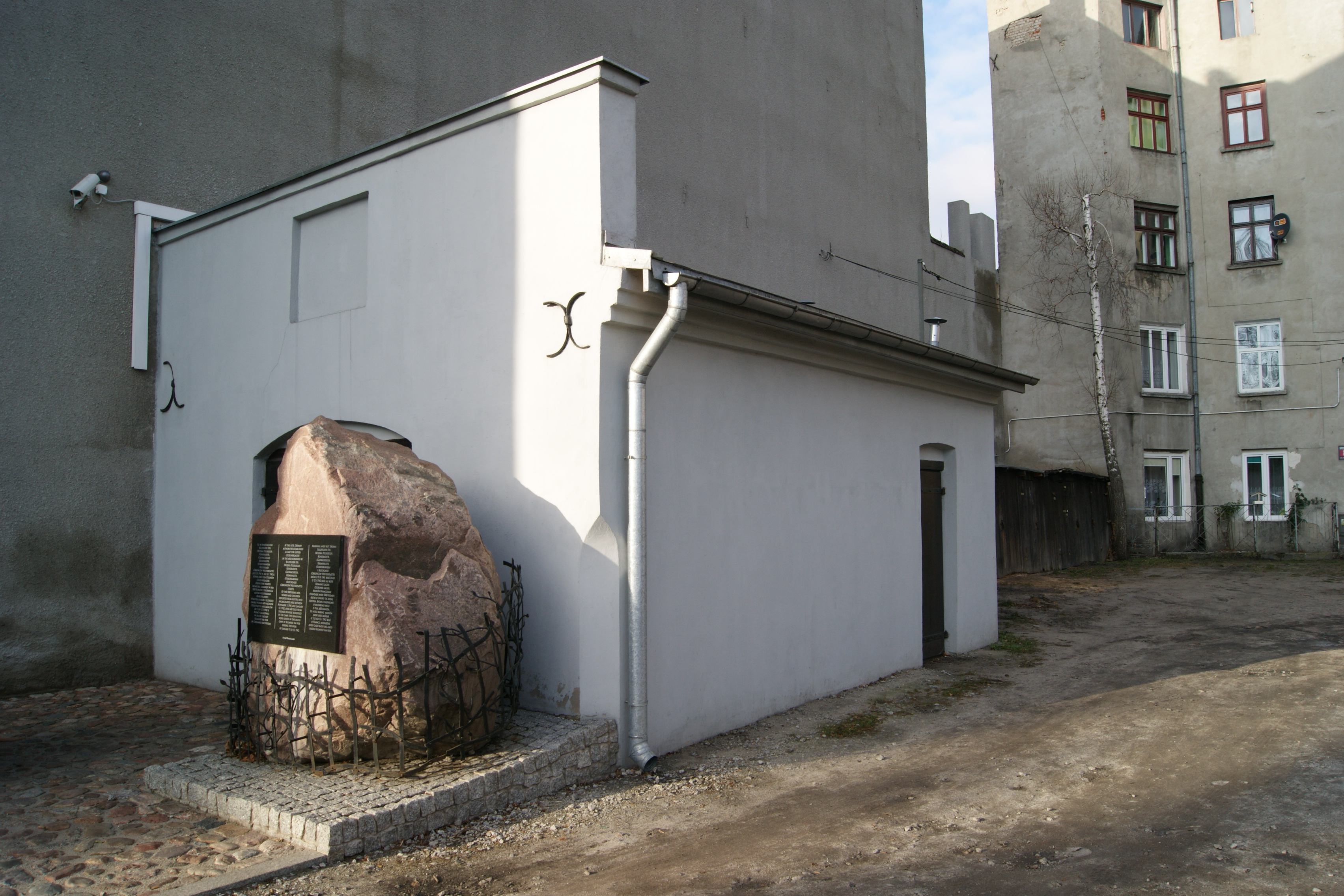
Kuźnia Romów – miejsce upamiętnienia i wystawy dotyczącej obozu cygańskiego

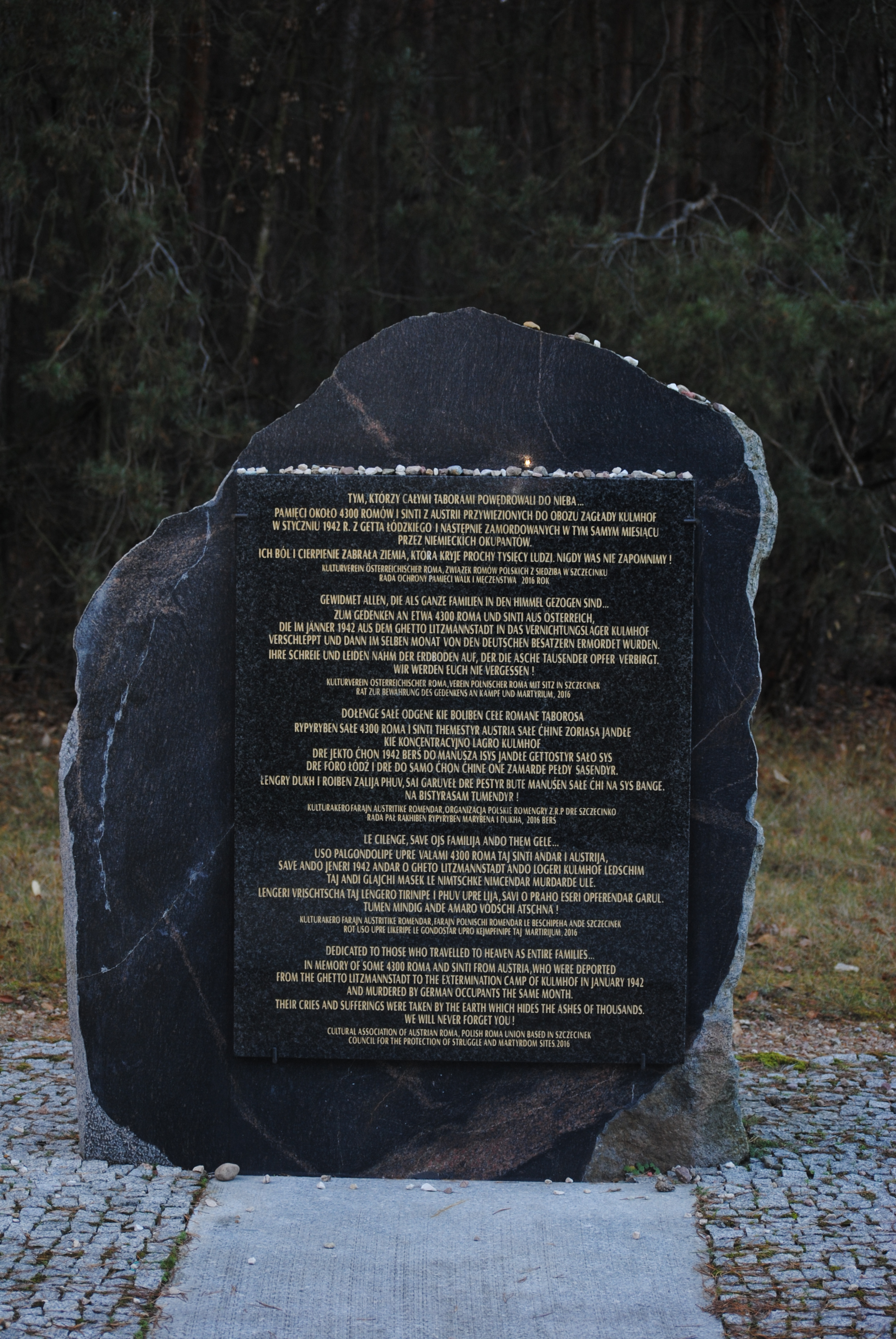
Pomnik poświęcony więźniom obozu cygańskiego zamordowanym w Lesie Rzuchowskim na terenie obozu zagłady w Chełmnie nad Nerem

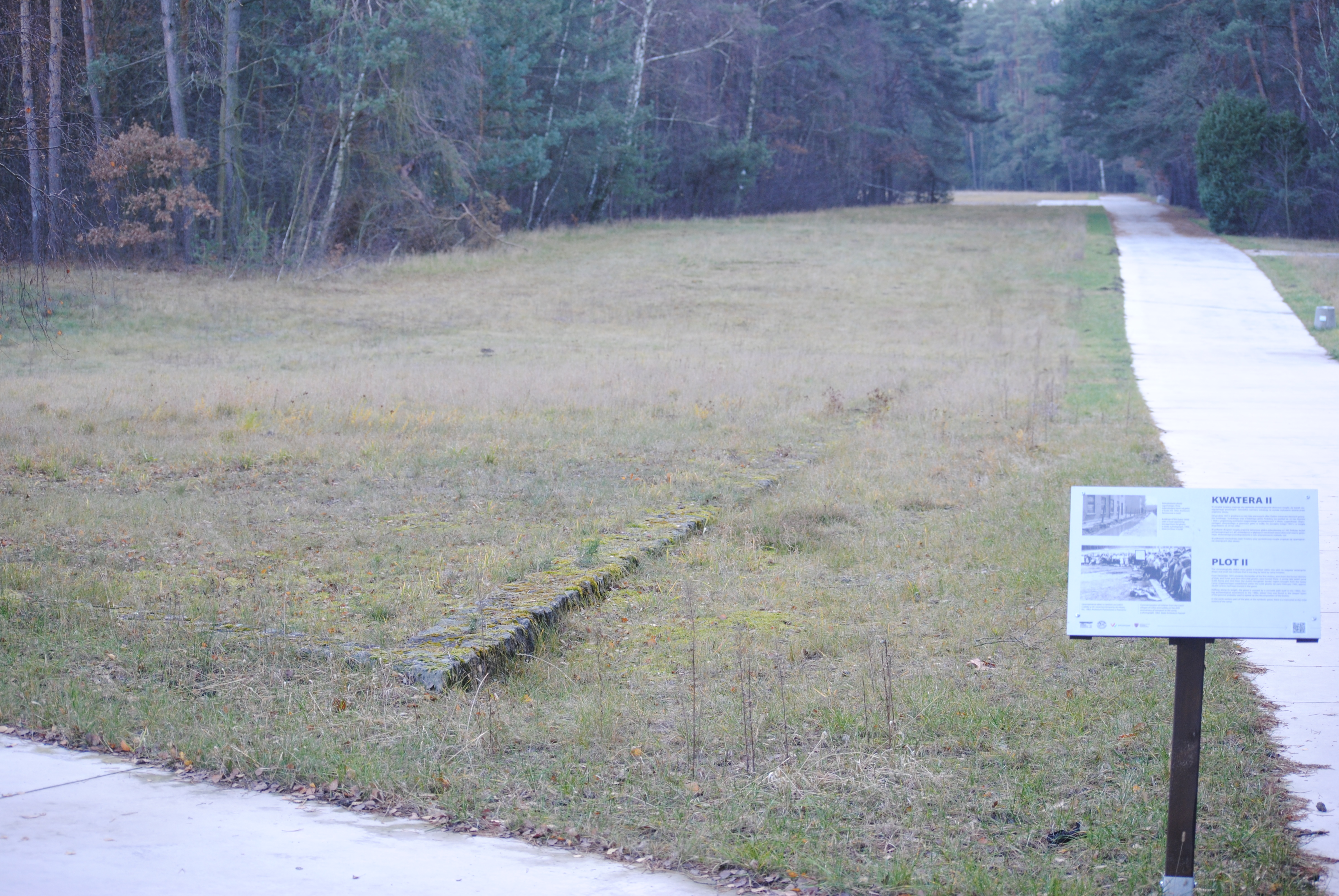
Zbiorowa mogiła więźniów obozu zamordowanych w obozie w Chełmnie

Obóz cygański w getcie łódzkim (niem. Zigeunerlager) – wydzielony z getta łódzkiego obóz przeznaczony dla Romów i Sinti, powstały 5 listopada 1941, a zlikwidowany na przełomie grudnia 1941 i stycznia 1942 roku.
Obóz cygański był pierwszym miejscem odosobnienia utworzonym wyłącznie dla Romów i Sinti w okupowanej Polsce.

## Historia

### Powstanie i organizacja obozu
Przedstawiciele łódzkiego Gestapo planowali rozlokować Romów wraz z Żydami, przeciwko tym planom zaprotestowały jednak władze miejskie Łodzi, takiemu rozwiązaniu przeciwny był również Chaim Rumkowski.
Początkowo obóz planowano ulokować na terenie kwartału ulic Ślusarskiej, Piwnej, Żytniej i części Drewnowskiej. Rumkowski zaproponował lokalizację obozu przy ulicach Wrześnieńskiej i Miodowej, jego propozycja została jednak odrzucona. Ostatecznie obóz ulokowano w innym wskazanym przez Rumkowskiego miejscu: w kwadracie ówczesnych ulic Brzezińskiej, Towiańskiego, Mianowskiego i Oblęgorskiej. Po niewielkich korektach na teren obozu przeznaczono kwartał ulic Brzezińskiej (obecnie Wojska Polskiego), Towiańskiego (obecnie Obrońców Westerplatte), Sikawskiej (obecnie Starosikawskiej) i Głowackiego. Była to południowo wschodnia część łódzkiego getta.
16 października 1941 roku administracja getta przystąpiła do ewakuacji ludności zamieszkującej obszar przeznaczony na teren obozu, rozpoczęto także stawianie płotu z drutem kolczastym wokół terenu obozu. Wzdłuż ulic Towiańskiej i Sikawskiej, graniczących z gettem, wykopano także rowy, które planowano być może wypełnić wodą. Prawdopodobnie pełniły jednak funkcję zabezpieczenia przed wszami. Część rowów zasypano miesiąc później na polecenie Zarządu Getta. Jedyna brama znajdowała się w bramie kamienicy przy ulicy Brzezińskiej 88. Okna budynków znajdujących się na granicy obozu zostały zabite deskami.  
W ciągu ulicy Brzezińskiej zbudowano także płot oddzielający od getta przechodzącą w tym miejscu linię tramwajową. Obszar obozu cygańskiego wyniósł ostatecznie 1,9 hektara. Na terenie obozu brakowało infrastruktury, w tym kuchni, łaźni, latryn czy izby chorych.

### Więźniowie
Pierwsze deportacje do łódzkiego obozu cygańskiego odbyły się w dniach 5–9 listopada 1941 roku. Wywieziono wówczas 5007 osób (1130 mężczyzn, 1188 kobiet i 2689 dzieci) ze Styrii i Dolnej Austrii. W gronie deportowanych znaleźli się Romowie, Kełderasze, Lowarzy i Sinti. Byli oni uprzednio przetrzymywani w obozach przejściowych w Hartberg, Fürstenfeld, Mattersburg, Rotenturm an der Pinka i Oberwart. Podróży do Łodzi nie przeżyło 11 osób. Rozładunek transportów odbywał się na stacji Radegast, przybyłym skonfiskowano większość pieniędzy i biżuterii, następnie w eskorcie policji odbywał się przemarsz ze stacji kolejowej na teren getta.
Według niemieckiej dokumentacji w obozie umieszczeni mieli zostać cyganie, „cygańscy mieszańcy” oraz „osoby koczujące według cygańskich zwyczajów”. Tożsamość więźniów stała się obiektem spekulacji w getcie, według niektórych więźniami obozu mieli być artyści i naukowcy z Węgier, Jugosławii i Rumunii. Według relacji Barucha Praszkiera cyganów w obozie miało być 10% lub 15%, resztę mieli stanowić „powstańcy, generałowie i najwyższa inteligencja”, m.in. ze Słowacji. Również według wywiadu Związku Walki Zbrojnej część więźniów mieli stanowić więźniowie polityczni z Jugosławii. Interpretacje te były jednak fałszywe.

### Funkcjonowanie obozu
Zarząd nad obozem sprawowała Policja Kryminalna w porozumienia z administracją getta. Od 28 października 1941 roku komendantem obozu był oberscharführer Eugen Jansen, komórką ds. obozu w zarządzie getta kierował Herbert Barkowski, a łącznikiem odpowiedzialnym za obóz został Moses Minc. Więźniowie obozu mieli mieć także swojego przełożonego, którym miał być Karol Berger, obóz posiadał własną strukturę na wzór żydowskiej Służby Porządkowej, której funkcjonariusze wyposażeni byli w kije.
Granice obozu z gettem pilnowane były przez funkcjonariuszy Służby Porządkowej, a wzdłuż płotu graniczącego ze stroną aryjską Schutzpolizei wraz z policją pomocniczą. Z więźniów getta wstęp na teren obozu cygańskiego mieli lekarze i pielęgniarki z Wydziału Zdrowia oraz Moses Minc i inne osoby funkcyjne. Jednym z lekarzy pracujących na terenie obozu był Arnold Mostowicz.
W pierwszym tygodniu funkcjonowania obozu z getta dostarczano do niego gotowe posiłki, w późniejszym czasie, wraz z uruchomieniem kuchni ogólnych, z getta dostarczano jedynie produkty spożywcze. Dostawy chleba do obozu z getta wstrzymano 14 grudnia. Do „obsługi” obozu zobowiązany został łódzki Judenrat, nakazano zbudować na terenie obozu szpital, łaźnię, latryny i dwóch kuchni, zarząd getta miał także odpowiadać za wywóz ciał zmarłych oraz nieczystości. Szpital wyposażony w 30 łóżek otwarto 4 grudnia 1941 roku, wybudowano także latryny. Do końca funkcjonowania obozu nie powstała łaźnia, zamiast tego do obozu dostarczono dwa 600-litrowe kotły oraz 25 konewek do kąpieli.
Warunki bytowe w obozie były skrajnie trudne. Blisko 5 tys. osób było zmuszonych pomieścić się w zaledwie 15 budynkach, liczących 543 izby. Mieszkańcy pozbawieni byli podstawowego wyposażenia – rolę miejsca do spania spełniała często rozrzucona na ziemi słoma i szmaty. W obozie brakowało prycz i sienników, w związku z tym zarząd getta nakazał przekazanie do obozu ław z kościoła Wniebowzięcia Najświętszej Maryi Panny, niedługo później zrezygnowano z tego pomysłu, gdyż ławy wymagały zbyt dużych modyfikacji, by można było je wykorzystać w tym charakterze. W połowie grudnia do obozu przekazano krzesła, łóżka dziecięce i ławki z piwnic. Wszelkich napraw mebli mieli dokonać sami więźniowie obozu, w związku z czym dostarczono im stół warsztatowy i narzędzia.
Więźniowie byli także pozbawieni najbardziej podstawowych sztućców i naczyń kuchennych. Dopiero w grudniu do obozu dostarczono tysiąc misek i dwa tysiące łyżek.
Więźniowie obozu zostali wykluczeni z zatrudnienia, dyskutowano jednak nad planami wykorzystania ich w roli robotników przymusowych. Arbeitsamt w Poznaniu zwrócił się jednak do zarządu getta z prośbą o skierowanie 120 Romów do pracy w zakładach amunicyjnych w Poznaniu.
Do 12 listopada 1941 roku zmarło 213 osób, najwyższa śmiertelność panowała wśród dzieci. Zwłoki ofiar obozu przewożone były na nowy cmentarz żydowski, gdzie wydzielono część dla zmarłych w obozie w kwaterach PIV i PV.
Najliczniejszą grupę ofiar obozu stanowiły ofiary epidemii tyfusu plamistego, przywleczonej prawdopodobnie jeszcze z obozu przejściowego w Lackenbach. Pierwsze przypadki choroby zarejestrowano w obozie na początku grudnia (według innych źródeł w połowie listopada). Hans Biebow nakazał żydowskiej administracji samodzielnie walczyć z epidemią. Wydział Zdrowia Judenratu oddelegował do tego zadania lekarzy (wybieranych drogą losowania) i pielęgniarki. Pracujący w obozie personel medyczny w celu opuszczenia obozu przewożony był zamkniętym pojazdem do szpitala na ulicy Drewnowskiej, gdzie poddawani byli dezynfekcji. Siedmiu lekarzy biorących udział w walce z epidemią zaraziło się chorobą, z czego dwóch zmarło. 23 grudnia 1941 roku w wyniku epidemii zmarł komendant obozu Eugen Jansen, który zaraził się tyfusem podczas wizytacji obozu. W grudniu w obozie zmarło 400 osób.

### Likwidacja obozu
Decyzja o likwidacji obozu zapadła najprawdopodobniej między 9 a 18 grudnia 1941 roku. Montague podaje, że była ona spowodowana trwającą w obozie epidemią tyfusu, a zwłaszcza śmiercią komendanta Jansena.
Według Władysława Bednarza więźniowie obozu zostali wywiezieni do obozu zagłady w Chełmnie nad Nerem 12 stycznia 1942 roku, data ta została przyjęta następnie jako data likwidacji obozu. Według Juliana Baranowskiego deportacje przeprowadzono w dniach od 5 do 12 stycznia Łucja Pawlicka-Nowak i Patricka Montague uważają, że likwidacja obozu nastąpiła między 2 a 9 stycznia. Andrzej Grzegorczyk jest natomiast zdania, że pewne przesłanki wskazują, że deportacje Romów i Sinti do ośrodka zagłady w Chełmnie nad Nerem mogły się rozpocząć już w pierwszej połowie grudnia, a więc natychmiast po podjęciu decyzji o likwidacji obozu cygańskiego.
Więźniowie byli transportowani z obozu bezpośrednio do obozu zagłady w Chełmnie nad Nerem (prawdopodobnie przez Aleksandrów Łódzki, Poddębice i Dąbie), świadkiem rozmów dotyczących przybycia transportów do Chełmna miał być m.in. Stanisław Kaszyński. Odmiennie niż w przypadku ofiar żydowskich, które zazwyczaj transportowano do Chełmna koleją, Romów i Sinti przewożono do obozu zagłady samochodami ciężarowymi z uzbrojoną eskortą. Miało to zapewne zminimalizować ryzyko rozprzestrzenienia się epidemii tyfusu.
Przetransportowani do Chełmna więźniowie nie trafiali, tak jak inni więźniowie, do pałacu w Chełmnie. Od razu po przyjeździe ładowani byli do mobilnych komór gazowych i przewożeni do Lasu Rzuchowskiego. Co najmniej dwa transporty miały zostać rozstrzelane w Lesie Rzuchowskim. Według relacji Szlamy Ber Winera zwłoki były wyciągane z mobilnych komór gazowych przez żydowskich robotników i przenoszone bezpośrednio do masowych mogił. Nie były przeszukiwane i poddawane kremacji, a komando więźniów zajmujące się ich pochówkiem było rozstrzeliwane od razu po zakończeniu prac (prawdopodobnie w wyniku obawy o przeniesienie choroby na resztę więźniów lub członków załogi). Owe środki ostrożności okazały się jednak nieskuteczne, gdyż wkrótce na tyfus zachorowali niemal wszyscy polscy robotnicy, których SS zatrudniło do prac pomocniczych w obozie. W konsekwencji niedługo później personel obozowy wyposażono w ubrania ochronne oraz zaszczepiono przeciw tyfusowi.
Ostateczna likwidacja obozu cygańskiego rozpoczęła się prawdopodobnie 6 stycznia, a zakończyła 9 stycznia. 9 stycznia 1942 roku zarząd getta wystawił Herbertowi Langemu pokwitowanie na wynagrodzenie w wysokości 20 tysięcy reichsmarek za przeprowadzenie akcji specjalnej związanej z obozem cygańskim. Według relacji Mordechaja Podchlebnika Cyganów przywożono do obozu w Chełmnnie jeszcze w kolejnych dniach stycznia. Według zeznań Edwarda Witczaka, w styczniu miało dojść do ucieczki z obozu grupy Romów, nie był on jednak w stanie podać dokładnej daty tego zdarzenia.
14 stycznia 1942 roku Hans Biebow nakazał objąć teren poobozowy kwarantanną. Do porządkowania terenu obozu przystąpiono w kwietniu, za co odpowiedzialny był Baruch Praszkier. Na terenie obozu odnaleziono duże zapasy żywności, ubrania, instrumenty muzyczne i przedmioty osobiste. W maju 1942 roku w poobozowych budynkach otwarto wytwórnię obuwia słomianego.
Z 5 tysięcy więźniów obozu nie ocalał prawdopodobnie nikt.

## Upamiętnienie
W 2003 roku miała miejsce premiera filmu dokumentalnego Obóz cygański w Łodzi w reżyserii Jarosława Sztandery.
Na terenie dawnego obozu, w dawnej kuźni na podwórzu przy ul. Wojska Polskiego 22, gdzie podczas funkcjonowania obozu działała kostnica, w styczniu 2004 roku umieszczono tablicę pamiątkową. W styczniu 2009 roku przy kuźni ustawiono granitowy głaz z tablicą pamiątkową w języku polskim, angielskim i romskim. W sierpniu tego samego roku w tym miejscu otwarto wystawę stałą poświęconą historii obozu.
W 2012 roku odsłonięto tablicę pamiątkową poświęconą ofiarom obozu na murze cmentarza żydowskiego w Łodzi.
3 sierpnia 2016 roku na terenie Lasu Rzuchowskiego odsłonięto pomnik upamiętniający zamordowanych Romów i Sinti,  ufundowany przez Związek Romów Polskich, Stowarzyszenie Kulturalne Austriackich Romów i Radę Ochrony Pamięci Walk i Męczeństwa.